# Dominikus Mayer

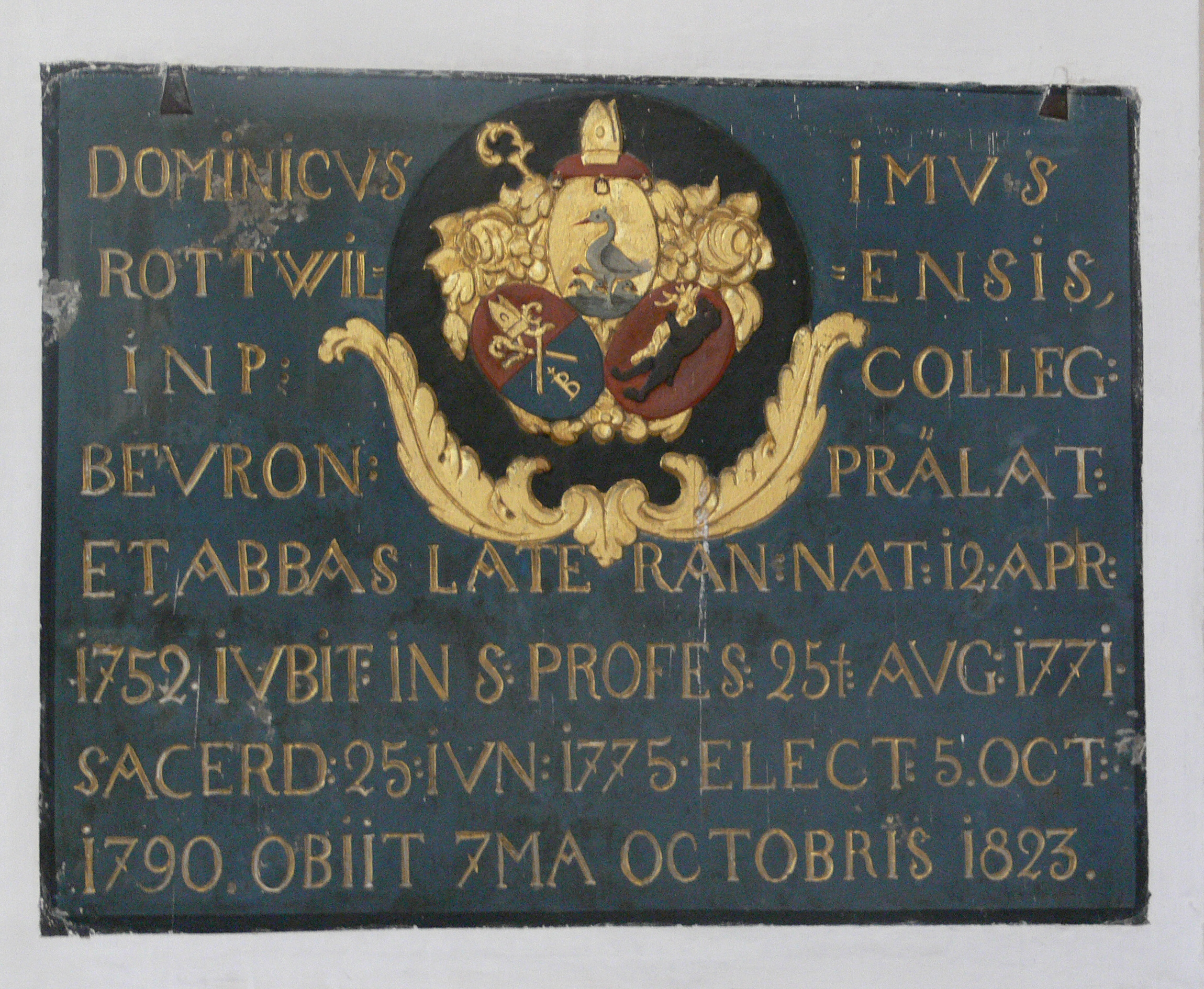
Epitaph Abt Dominikus Mayer

Dominikus Mayer CanReg (* 12. April 1752 in Rottweil; † 7. Oktober 1823 in Beuron) war von 1790 bis 1802 letzter Abt des Augustinerchorherrenstifts Beuron.

## Leben
Dominikus Mayer trat der Ordensgemeinschaft der Augustiner-Chorherren bei, legte am 25. August 1771 Profess ab und empfing am 25. Juni 1775 die Priesterweihe.
Am 5. Oktober 1790 wurde er zum Abt des Augustinerchorherrenstifts Beuron gewählt. Nach der Säkularisation im Jahr 1802 ging das Stift mitsamt seinem Territorium in den Besitz des Fürstenhauses Hohenzollern-Sigmaringen über.
Der Abt von Beuron und seine 15 Chorherren wurden mit einem fürstlichen Dekret von Fürst Anton Aloys aus Sigmaringen vom Dezember 1802 pensioniert.
Erst 1862 zogen Benediktiner in die alten Klostergebäude und 1863 wurde das alte Stift als Benediktinerkloster St. Martin neugegründet. 
Die Grabstätte von Abt Mayer befindet sich in der Abteikirche Beuron im rückwärtigen Mittelgang. Am letzten Südpfeiler befindet sich ein Epitaph.